# Vranojelje
Vranojelje falu Horvátországban Varasd megyében. Közigazgatásilag Bednjához tartozik.

## Fekvése
Varasdtól 34 km-re délnyugatra, községközpontjától 7 km-re északnyugatra a Zagorje hegyei között fekszik.

## Története
1857-ben 244, 1910-ben 411 lakosa volt. 1920-ig Varasd vármegye Ivaneci járásához tartozott. 2001-ben 50 háztartása és 156 lakosa volt.

## Külső hivatkozások
- Bednja község hivatalos oldala